# Художественная станция (станция метро)
Художественная станция (исп. Estación del Arte) — станция Мадридского метрополитена. Была открыта 26 декабря 1921 года. Находится в зоне A. Станция расположена под площадью Карла V, менее чем в 500 метрах от железнодорожного вокзала Мадрида Аточа, который обслуживает пригородные и междугородние поезда. Она расположена между районами Эмбаджадорес, Джеронимос и Аточа.

## История
С 3 июля 2016 года станция была закрыта из-за ремонтных работ на линии 1 между станциями Плаза-де-Кастилья и Сьерра-де-Гуадалупе. Линия была вновь открыта 13 ноября 2016 года, хотя 14 сентября были открыты участки Плаза-де-Кастилья — Куатро-Каминос и Альто-дель-Ареналь — Сьерра-де-Гуадалупе.
1 апреля 2017 года были отменены специальные часы всех лобби, которые закрывались в 21:40.
Изначально станция называлась «Аточа» в честь улицы, на которой она расположена. 1 декабря 2018 года его название было изменено на Художественная станция.